# Ernst Hamm
Ernst Hamm (* 16. Mai 1886 in Kenzingen; † 1952) war ein deutscher Architekt, Ingenieur, Stadt- und NS-Raumplaner, ordentlicher Professor für Städtebau an der Universität Gießen, Ministerialrat in der nationalsozialistischen Reichsstelle für Raumordnung.

## Ausbildung
Ernst Hamm wurde als Architekt an der TH Karlsruhe ausgebildet und dort 1920 promoviert.

## In der Weimarer Republik: Regierungsbaumeister in Freiburg – Beteiligter am Autobahnbau in Hessen
Ernst Hamm war in den frühen 1920er Jahren Regierungsbaumeister in Freiburg im Breisgau. Ab 1925 war Hamm als Kommunalpolitiker in Gießen tätig: Er war nun in der Stadt Gießen „Beigeordneter mit dem Titel Bürgermeister. Seit 1931 war er offiziell Bürgermeister“.:73 Ab 1930 war Hamm zugleich Privatdozent an der TH Darmstadt. An der Universität Gießen wirkte er ab 1932 (ab dem Jahr 1936 als außerordentlicher Professor). Am kunstwissenschaftlichen Institut der Universität Gießen hielt Hamm Vorlesungen zur Geschichte des Städtebaus.
Der Historiker Helmut Berding beschrieb, dass Ernst Hamm als Vertreter der Stadt Gießen (s. o.) und der Provinzialdirektion Oberhessen „von Beginn an bei den Organisationsarbeiten zur Gründung der Hafraba dabei“ war.:73ff. Ernst Hamm wurde 1926 Mitglied des Verwaltungsrates der HaFraBa (ebd., S. 75). Nach einer umstrittenen Publikation war Hamm zudem Aufsichtsrat der ‚HEGEMAG‘, der Hessischen Gemeinnützigen AG für kleine Wohnungen in Darmstadt.

## NS-Raumplaner
Ernst Hamm veröffentlichte in der NS-Zeit Schriften zum Wohnungsbau in Hessen, zum Erbbaurecht und zur nationalsozialistischen Raumordnung. Ab April 1939 war er Ministerialrat in der Planungsabteilung (Leitung: Karl Köster) der 1935 gegründeten Reichsstelle für Raumordnung in Berlin.:73
Im Bundesarchiv liegt seine Schrift: „Der Einbau der Raumordnung als wissenschaftliche Disziplin in den Lehrplan einer Universität“ (BArch, R 113/22, Bd. 1, 1937–1942).

## Wirken in der Bundesrepublik Deutschland
In den späten 1940er Jahren wurde Ernst Hamm in die Wiederaufbauplanung von Freiburg (Mitglied der Unterkommission Freiburg der „Kommission für Architektur und Städtebau“) und Mainz eingeschaltet. Zum Ende des Jahrzehnts kam Ernst Hamm als Referent für Raumordnung im Bundeswohnungsbauminsterium unter. In seinen beiden letzten Lebensjahren wurde Hamm als Vertreter des Bundeswohnungsbauministeriums in den Interministeriellen Ausschuss für Raumordnung (IMARO) berufen (ab 1950). Der IMARO umfasste 15 Mitglieder aus diversen Bundesministerien, der Dienststelle Blank und dem Bad Godesberger Institut für Raumforschung. Diese Mitglieder waren z. T. gleichzeitig die „Raumordnungsreferenten“ ihrer Ministerien, wie Walter Arke, Hermann Roloff (Nachfolge Hamm) und Gerhard Isenberg.

## Schriften (Auswahl)
- Entstehung und Entwicklung des Altstadtgrundrisses von Freiburg im Breisgau, Dissertation, TH Karlsruhe, 1920.
- Die bauliche Entwicklung von Freiburg i. Br. im Mittelalter, Verlag Hackebeil, Berlin, 1925.
- Die Finanzierung des Wohnungsbaus in Hessen. In: Beiträge der kommunalen Finanzwirtschaft. Verein für Kommunalwirtschaft und Kommunalpolitik, Berlin 1930, S. 191–203.

- Die Städtegründungen der Herzöge von Zähringen in Südwestdeutschland, Urban-Verlag, 1932 (= Veröffentlichungen des Alemannischen Instituts. 1).
- Die deutsche Stadt im Mittelalter, Band 1: Vom Ergut des Mittelalters, 1935.
- Der Einfluß der neuen politischen und wirtschaftlichen Lage Großdeutschlands auf seine Reichsplanung. In: Raumforschung und Raumordnung 3 (1939), S. 543–548.
- Deutsche Stadtgründungen im Mittelalter. In: Raumforschung und Raumordnung, Bd. 5 (1941), S. 164–186.
- Der deutsche Osten und die Reichsplanung. In: Rundschau deutscher Technik, Jahrgang 21, Nr. 4, 1941.
- Europäische Raumordnung. In: Nationale Wirtschaftsordnung und Grossraumwirtschaft. Jahrbuch der Gesellschaft für europäische Wirtschaftsplanung und Grossraumwirtschaft, 1942, S. 43–49.
- Grundsätzliches über die Raumordnung im Großdeutschen Reich, in: Reichsverwaltungsblatt 64 (1943), Heft 3/4.
- Betrachtungen zur Aufbaugesetzgebung. In: „Der Bauhelfer“ 4 (1949).